# 남방고추돌고래
남방고추돌고래 또는 흰배고추돌고래(Lissodelphis peronii)는 남반구의 한랭 해역에서 발견되는 고래하목 참돌고래과의 작은 해양 포유류이다. 고추돌고래속에 속하는 2종의 돌고래 중의 하나로, 북방고추돌고래는 북반구의 심해에서 발견된다.

## 같이 보기
- 고추돌고래속
- 고추돌고래
- 고래류의 종 목록
- 해양생물학